# White Triplex
«White Triplex» («Triplex Special», «Spirit of Elkdom») — американский рекордный автомобиль, построенный под руководством Дж. Х. Уайта в 1928 году. Автомобиль был оснащён тремя авиационными двигателями «Liberty L-12» с водяным охлаждением объёмом 27 литров и мощностью 400 лошадиных сил каждый.
Уайт был богатым американцем из Филадельфии, желавшим побить рекорд скорости на суше, принадлежавший на тот момент британцам, и потому вмешавшимся в соревнование между Генри Сигрейвом и Малькомом Кэмпбеллом.

## Конструкция
На тот момент не было подходящих двигателей, которые имели бы достаточное преимущество перед британским Napier Lion, устанавливавшимся на британские рекордные автомобили того времени. Поэтому было сконструировано самое простое шасси, куда были втиснуты три авиадвигателя Liberty, которые использовались в военных целях. Машина была максимально простой, без сцепления или коробки передач, только с одним фиксированным передаточным числом. Двигатель запускался толчком. Удобства для водителя были минимальными: передний двигатель был закрыт грубым обтекателем, два стоящих сзади были открытыми, а водитель сидел между ними и передним двигателем.

## Рекорд Рэя Кича
В качестве водителя был приглашён опытный пилот Рэй Кич. Первые пробные заезды закончились травмами: Кич получил ожоги сначала от лопнувшего шланга радиатора, а затем от пламени выхлопных газов переднего двигателя.
Простота конструкции привела к анекдотической ситуации. Правила требовали «средств для реверсирования», которых у «White Triplex» не было. Сначала механики установили электродвигатель и роликовый привод на шину, но он не мог вращать в обратную сторону три больших двигателя, которые нельзя было отсоединить от ведущих колёс. Тогда была установлена дополнительная задняя ось, которая удерживалась над землей до тех пор, пока её не опускали рычагом разблокировки, а затем она приводилась в движение отдельным приводным валом. Считается, что устройство не было установлено во время самой попытки установления рекорда, но оно удовлетворило наблюдателей.
22 апреля 1928 года в Дейтона-Бич Кич установил рекорд скорости на суше — 334,02 км/ч.

## Гибель Ли Байбла

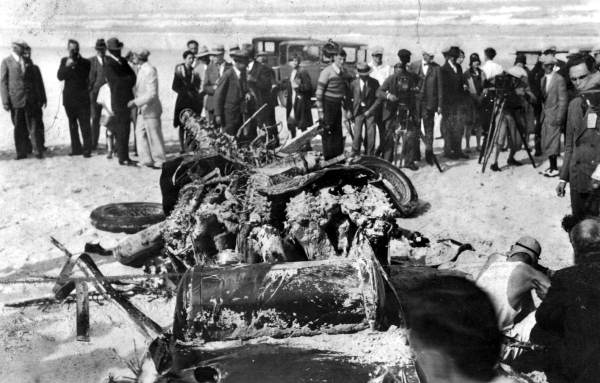
Последствия аварии Ли Байбла.

11 марта 1929 года пилотируемый гонщиком Генри Сигрейвом автомобиль «Golden Arrow» на Дейтона-Бич достиг скорости 231,45 миль/ч (372,46 км/ч), превысив предыдущий рекорд на 24 мили/ч (39 км/ч). Уайт попросил Кича побить этот рекорд на трассе Ормонд-Бич. Кич отказался, мотивируя это опасностью «White Triplex». Тогда Уайт нанял владельца гаража Ли Байбла, не имевшего опыта вождения на таких скоростях.
13 марта 1929 года на трассе Ормонд-Бич была предпринята попытка установить рекорд. В своих первых двух заездах Байбл достиг скорости сначала 186 миль в час (299 км/ч), а затем 202 мили в час (325 км/ч), что было ниже предыдущего достижения «White Triplex» и намного меньше рекорда «Golden Arrow». В конце второго заезда Triplex свернул с трассы в песчаные дюны и перевернулся. Байбла выбросило из машины, и он мгновенно погиб. Также был убит кинохроникёр Пате Чарльз Трауб. Одни комментаторы обвинили Байбла в чрезмерно быстром торможении, другие увидели причину аварии в неустойчивости автомобиля. Неясно также, находился ли Трауб в потенциально безопасном месте или он слишком приблизился к трассе, чтобы получить более драматические кадры.